# Краснов, Платон Николаевич
Плато́н Никола́евич Красно́в (родился 5 [17] апреля 1866 года, Санкт-Петербург, Российская империя — умер 25 апреля 1924 года, Ленинград, РСФСР, СССР) — русский писатель, переводчик, литературный критик и публицист.

## Биография
Сын крупнейшего исследователя истории казачества Николая Ивановича Краснова (1833—1900), младший брат Андрея Николаевича Краснова (1862—1914), профессора, одного из основоположников геоботаники, основателя Батумского ботанического сада, открытого в 1912 году, и старший брат атамана Войска Донского Петра Николаевича Краснова. Муж Екатерины Андреевны Бекетовой.
Начальное образование получил в Первой Санкт-Петербургской классической гимназии. Закончил физико-математический факультет Санкт-Петербургского университета. В «Неделе», «Новом мире», «Всемирной иллюстрации», «Труде», «Новостях» и других изданиях поместил множество характеристик современных писателей и переводов (преимущественно из древних). Отдельно напечатал: «Сенека, его жизнь и философская деятельность» (СПб, 1895, Биографическая библиотека Флорентия Павленкова), «Из западных лириков» (СПб., 1901) и «Элегии любви Альбия Тибулла» (М., 1901). По поручению министра финансов написал: «Сибирь под влиянием рельсового пути» (СПб., 1902).